# Wardell Gray
Pour les articles homonymes, voir Gray.
Wardell Gray (Oklahoma City 13 février 1921 - Las Vegas 25 mai 1955) est un saxophoniste américain de jazz. 

## Biographie
Au cours d'une courte carrière jalonnée de jam's, de solos enflammés de ce bop (qui n'est pas encore devenu West Coast) auquel s'est initié le jeune Wardell, au sein de la fameuse pouponnière bebop de Détroit d'Earl Hines; aussi bien en digne héritier du swing lesterien, depuis ses premières faces au sortir de la Seconde guerre; une petite année seulement depuis la pleine émergence parkerienne (premiers jalons chez Jay McShann: Parker en compagnie du contre-bassiste Gene Ramey, ou Dizzy Gillespie auprès de Milt Hinton, chez Cab Calloway) jusqu'à sa dernière et méconnue participation le 31 mars 1955 au septet de Frank Morgan, altiste émule de Bird.
A la fin de l'année 1946, Wardell se fixe à Los Angeles -des rencontres et sessions sur Central Avenue en compagnie notamment du pianiste Dodo Marmarosa, de Benny Carter, de chanteurs de blues- il montre un sens du blues fluide, un phrasé volubile sur tempi plus rapides, et dans ses duels avec le ténor Dexter Gordon, autre boppeur majeur: The Chase, The Steeple Chase. Installé quelque temps sur la Côte Est au sein de l'orchestre, alors instable, de Benny Goodman, qu'il quitte au tournant des années cinquante pour rejoindre le septet reformé de Count Basie, dont de rares témoignages audiovisuels du saxophoniste (avec le clarinettiste Buddy di Franco, le trompettiste Clark Terry), nonobstant sa décision de ne pas y rester.
L'addiction aux drogues prenant le dessus, le pousse nettement en retrait de la scène musicale et l'éloigne de l'inspiration passée.
Un soir de mai 1955 alors qu'ils devait se représenter au Moulin Rouge de Las Vegas, ville considérée alors comme peu accueillante envers les musiciens noirs à cette époque, il fut retrouvé mort à l'aube après son absence.

## Discographie

### Comme leader
- Twisted (1949)
- Easy Living (1950)
- Tenor Sax Favorites (Prestige, 1951)
- Johnny Come Lately (1952)
- The Chase and the Steeplechase (Decca, 1952)
- Los Angeles All Stars (Prestige, 1953)
- Memorial Vol. 1 (Prestige, 1955)
- Memorial Vol. 2 (Prestige, 1955)
- Way Out Wardell (Modern, 1956)
- Live in Hollywood (Xanadu, 1977)

### En duo
- The Chase (avec Dexter Gordon), (1947)
- The Hunt (avec Dexter Gordon) (1947)

### Comme sideman
Avec Louis Bellson,
- Just Jazz All-Stars (Capitol, 1952)
- Skin Deep (Norgran, 1953)

Avec Erroll Garner,
- Blue Lou  (concerts, Just Jazz, 1947)

Avec Frank Morgan,
- The Champ (1955)

Avec Charlie Parker,
- Relaxin' at Camarillo  (1947)

Autres
- A Look At Yesterday[1], avec Stan Getz et Paul Quinichette chez w:Mainstream Records, sessions de 1948 et 1950 sorties en 1991, 1950.